# Casino di caccia

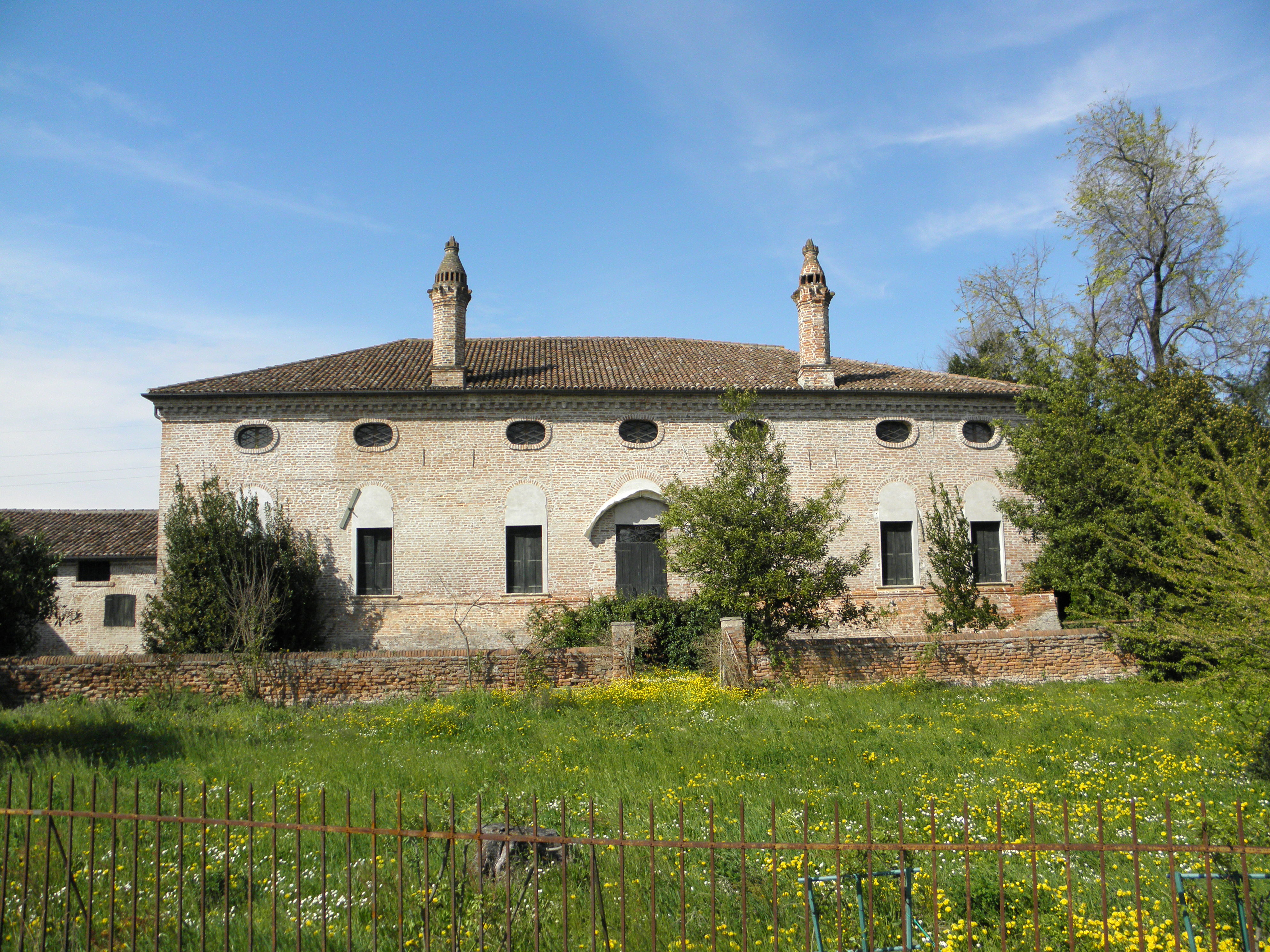
Il casino di caccia estense Pasqualini Canato, XV secolo (Arquà Polesine, Rovigo).

Il casino di caccia è un edificio residenziale rurale signorile di dimensioni variabili adibito in passato all'attività venatoria.

## Origine del nome
"Casino" è un termine la cui etimologia significa: "residenza signorile, rustica".

## Storia
In Italia in particolare, il casino affiancava all'attività venatoria vera e propria quella più spiccatamente agricola. Tipica nella proprietà dei casini la presenza di un vigneto d'estensione variabile. Talora venivano utilizzate, per designare ville di caccia, anche espressioni etimologicamente improprie, poi rimaste in uso, come casale di caccia, casina o cascina — termine erroneo questo, la "cascina" essendo un'azienda agricola a corte —, casolare di caccia etc., sebbene le tipologie architettoniche d'ognuno di questi edifici differiscano fra loro. Si possono citare fra i numerosi esempi il cosiddetto casale di caccia degli Orsini, soprannominato "Vigna Grande", nella campagna romana presso Bracciano, risalente al XV secolo; la Cascina Boscaiola nata come tenuta di caccia viscontea e poi sforzesca etc. Con il XVIII secolo, il rifiorire dell'amore per la villeggiatura in campagna da parte delle classi agiate — clero, nobiltà, borghesia — condusse all'edificazione o alla ristrutturazione dei casini, dove il proprietario e la sua famiglia risiedevano per parte dell'anno o in casi più rari per tutto l'anno.
Diverse e molto variabili sono le strutture dei casini di caccia dal nord al sud Italia. Alcuni erano adibiti in modo particolare all'aucupio, presentando in aree limitrofe specifiche reti per l'uccellagione (per esempio le "passate" o gli "zimbelli") capanni d'appostamento o roccoli. Non di rado, particolarmente nel nord Italia, i casini di caccia venivano custoditi da un fittavolo o colono che si occupava della manutenzione della proprietà, delle reti e del fondo relativo. Come si può leggere alla voce "Caccia" dell'Enciclopedia Treccani:
In Lombardia, specie nel Settecento, brescianelle e roccoli si costruirono dappertutto. [...] A Bergamo e Brescia non esisteva famiglia un po' agiata o nobile che non avesse l'uccellanda.
E, sempre a proposito dei casini di caccia del nord Italia:
[...] edifici che presero forma soprattutto nel XVIII sec. a partire da nuclei più antichi, difficilmente databili. Spesso diversi fra loro, nella Bergamasca erano caratterizzati da linee sobrie e severe, ma non prive di quella pulizia stilistica che il diffondersi ottocentesco del liberty avrebbe fatto apparire come le linee aspre di semplici "manieri feudali" sepolti nei boschi.
Piuttosto rari sono invece esempi di casini di caccia edificati nel XX secolo. Fra questi si cita "La Rocchetta", progettato nel 1920-1921 dall'architetto Aldo Andreani a Bosisio Parini (Lecco).

## Galleria d'immagini

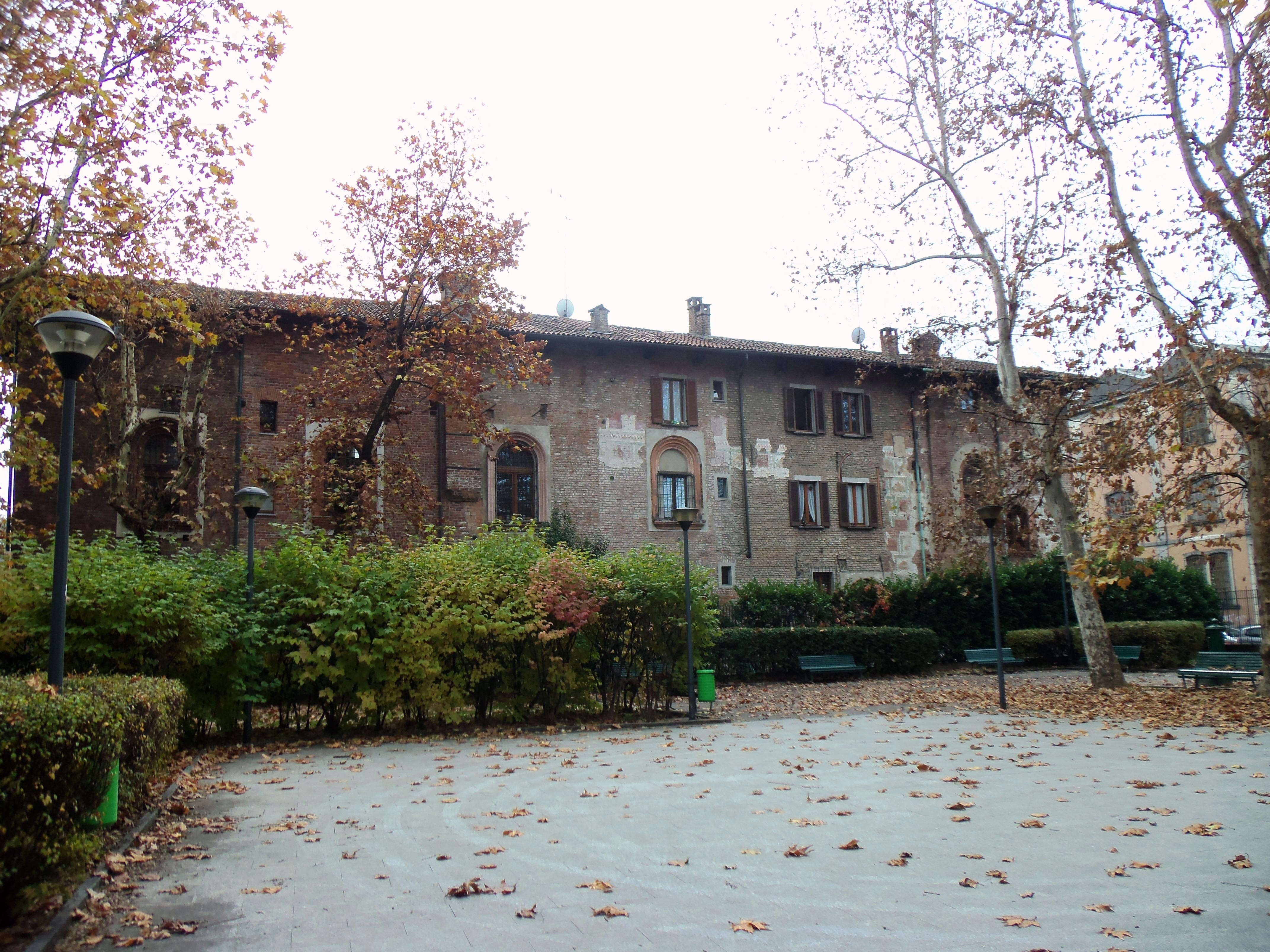
La cascina di caccia Boscaiola, XV secolo, Milano
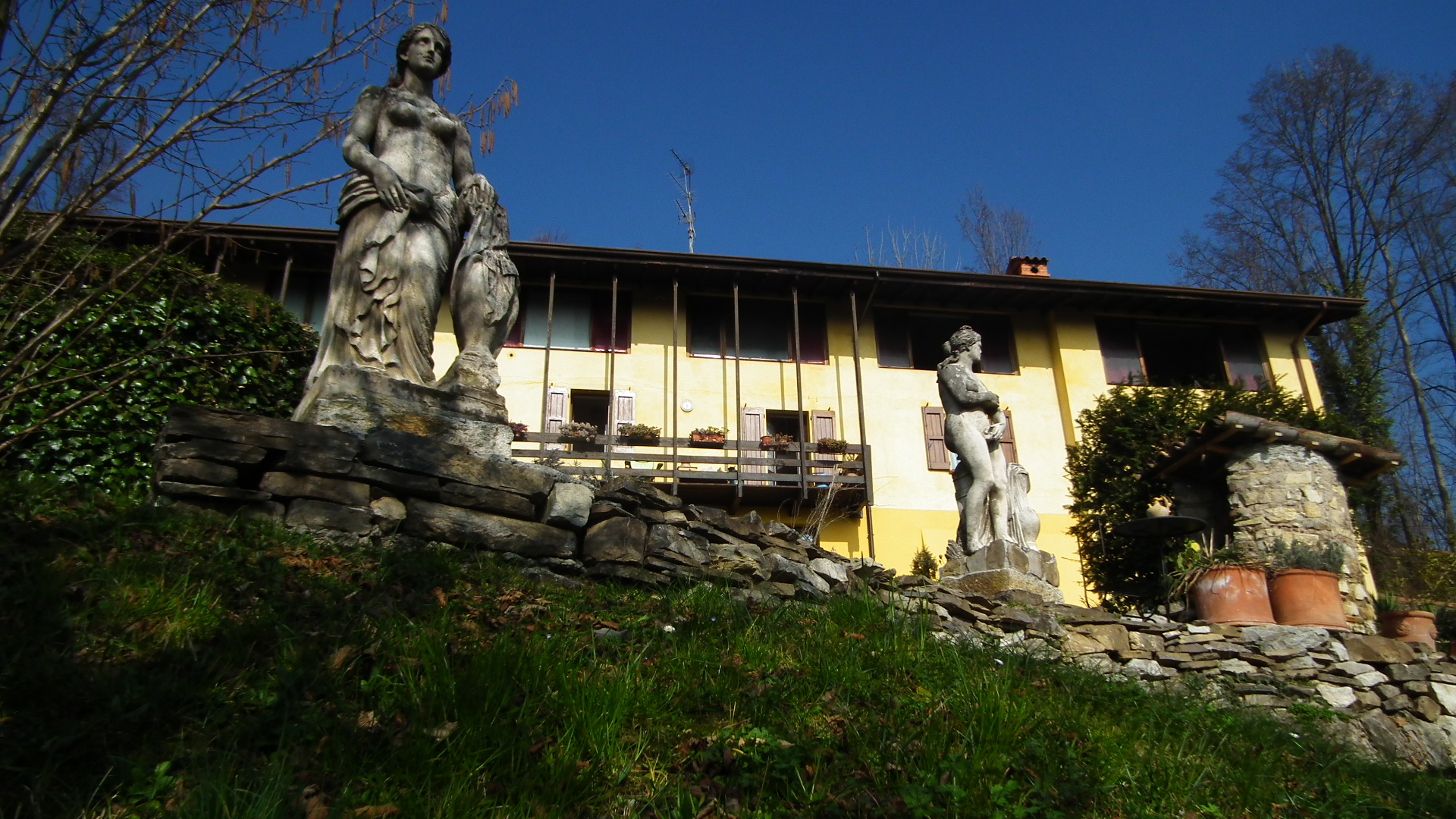
Il casino di caccia "Canaletta", XVIII secolo, Nembro